# مكورة معوية
المُكَوَّرة المعوية  أو العقدية (بالإنجليزية: Enterococcus)‏ هي جنس كبير من الملبنيات من شعبة متينات الجدار. والمكورات المعوية هي مكورات موجبة الجرام التي غالباً تحدث في الأزواج ( مكورات مزدوجة ) أو سلاسل قصيرة، ويصعب تمييزها عن العقديات على الخصائص الفيزيائية وحدها.

## علم وظائف الأعضاء والتصنيف
المكورات المعوية هي كائنات لاهوائية، أي أنها قادرة على التنفس الخلوي في كل من البيئات الغنية بالأكسجين والفقيرة به على الرغم من أنها ليست قادرة على تشكيل الجراثيم.
المكورات المعوية تعيش في الظروف البيئية التي تكون فيها درجات الحرارة القصوى (10-45 درجة مئوية) ،ودرجة الحموضة (4.5 حتى 10.0) وتركيزات كلوريد الصوديوم عالية.

## علم الأمراض
العدوى السريرية التي تسببها المكورات المعوية تشمل التهابات المسالك البولية، تجرثم الدم، التهاب الشغاف البكتيري، انسدادات، والتهاب السحايا. ويمكن علاج السلالات الحساسة من هذه البكتيريا عن طريق الأمبيسلين والبنسلين وفانكومايسين. من وجهة نظر طبية فهناك سمة هامة من سمات هذا النوع حيث أن لديها مستوى مرتفع من المقاومة للمضادات الحيوية الجوهرية. بعض المكورات المعوية هي في جوهرها مقاومة لل بيتا المستندة إلى اكتام المضادات الحيوية ( البنسلين، السيفالوسبورين، الكاربابينيمات ) ، فضلا عن العديد من ال أمينوجليكوزيدات . وفي العقدين الماضيين ظهرت عدوى المستشفيات من المرضى في المستشفيات، وخاصة في الولايات المتحدة، ولم ينج أحد من هذا الوباء
وفي عام 2005، وتمكنت سنغافورة من وقف الوباء، وكانت معدلات الاستجابة حوالي 70 ٪.

## جودة المياه
في المسطحات المائية، ومستوى التلوث منخفض جداً. على سبيل المثال في ولاية هاواي، ومعظم الولايات المتحدة، قبالة شواطئها يتم تشكيل مستعمرة لكل 100 مل من الماء.
وفي عام 2004، المكورات المعوية أخذت مكان بكتيريا القولون البرازية، والولايات المتحدة الأمريكية عملت على معرفة جودة المياه في شواطئ المياه المالحة العامة. ويعتقد ان بكتيريا القولون البرازية مع العديد من مسببات الأمراض البشرية كثيرا ما وجدت في مدينة الصرف الصحي.

## أنواع المكورة المعوية
- مكورة معوية إيطالية
- مكورة معوية أرضاوية
- مكورة معوية بحرية
- مكورة معوية برازية
- مكورة معوية تايلندية
- مكورة معوية جرذية
- مكورة معوية حمارية
- مكورة معوية حمامية
- مكورة معوية دجاجية
- مكورة معوية روتاوية
- مكورة معوية شاحبة
- مكورة معوية طيرية
- مكورة معوية غائطية
- مكورة معوية غديرية
- مكورة معوية قشدية اللون
- مكورة معوية كبريتية
- مكورة معوية كلبية
- مكورة معوية كيبكية
- مكورة معوية مغلية
- مكورة معوية صفراءة
- مكورة معوية خنزيرية
- مكورة معوية منعزلة